# 比西亚尔
比西亚尔（法語：Bussiares，法語發音：[bysjaʁ]）是法国上法蘭西大區埃纳省的一个市镇，属于蒂耶里堡区。

## 地理
比西亚尔（49°5'27"N, 3°15'26"E）面积7.4 平方千米，位于法国上法蘭西大區埃纳省，该省份为法国北部内陆省份，北起北部省，西接索姆省和瓦兹省，东临阿登省和马恩省，西南至塞纳-马恩省，东北部与比利时接壤
与比西亚尔接壤的市镇（或旧市镇、城区）包括：欧特韦讷、利西克利尼翁、吕西勒博卡日、奥尔苏瓦地区马里尼、瓦卢瓦地区托尔西、沃伊拉波特里。

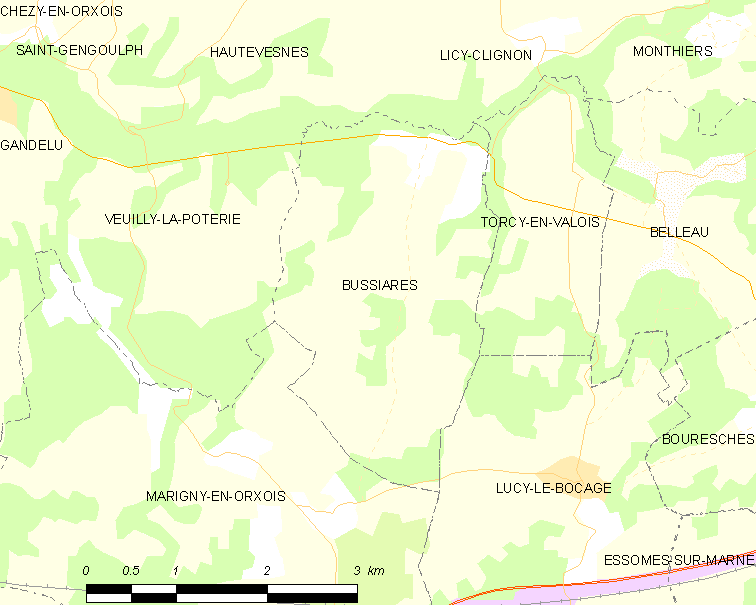
比西亚尔的OSM定位图

比西亚尔的时区为UTC+01:00、UTC+02:00（夏令时）。

## 行政
比西亚尔的邮政编码为02810，INSEE市镇编码为02137。

## 政治
比西亚尔所属的省级选区为维莱科特雷县。

## 人口

1962-2008年间比西亚尔人口变化图示

比西亚尔于2022年1月1日时的人口数量为131人。